# Ecitomyia longipennis
Ecitomyia longipennis är en tvåvingeart som beskrevs av Borgmeier 1960. Ecitomyia longipennis ingår i släktet Ecitomyia och familjen puckelflugor. Inga underarter finns listade i Catalogue of Life.